# Tom LaGarde
Thomas « Tom » LaGarde (né le 10 février 1955 à Détroit, dans le Michigan) est un ancien joueur américain de basket-ball, évoluant aux postes d'ailier fort et de pivot.

## Carrière

### Palmarès
- Champion olympique 1976
- Médaille d'or aux Jeux panaméricains de 1975